# Croix des Friches
La croix des Friches est une croix de chemin de Nesles-la-Vallée, dans le département français du Val-d'Oise en région Île-de-France.

## Description
La croix se situe sur la commune de Nesles-la-Vallée dans l'est du Val-d'Oise, à 1 km à l'est du village sur le trajet du GR 1, le long d'un sentier nommé la sente au Beurre. Une autre croix, la croix Verte, s'élève à 500 m à l'ouest en suivant cette sente.
Il s'agit d'une petite croix pattée de pierre de 91 cm de hauteur. Ses bras sont étroits au niveau du centre, évasés à leur périphérie ; le bras supérieur se rétrécit après son évasement et se termine en pointe. La croix est montée sur un petit fût cubique, lui-même posé sur un socle plus grand.

## Historique
La croix des Friches date du XIIe siècle,. Les croix pattées sont considérées comme emblématiques du Vexin français, bien qu'il n'en subsiste plus que 17 ou 18 sur le territoire de cette région,.
La croix est mentionnée dans un document de 1206, comme limite de droit de péage. Un autre document, datant de 1474, signale qu'elle sert de borne délimitant les fiefs de Nesles-la-Vallée et Parmain.